# 麦克马考反应
麦克马考反应（英語：McCormack reaction）是一种用于合成有机磷化合物的环加成反应。该反应以杜邦公司的化学家W. B. 麦克马考（W. B. McCormack）的名字命名。下图是麦克马考反应的一个例子，在该反应中共轭双烯（如异戊二烯）与可以提供R2P+离子的试剂（如二氯苯基膦）作用，经过[1+4] 周环反应，得到磷杂茂正离子。
该反应产物经水解可得氧化膦衍生物。也可经过脱卤化氢而得到相应的磷杂茂衍生物。